# 法图引理
在测度论中，法图引理说明了一个函数列的下极限的积分（在勒贝格意义上）和其积分的下极限的不等关系。法图引理的名称来源于法国数学家皮埃尔·法图（Pierre Fatou），被用来证明测度论中的法图-勒贝格定理和勒贝格控制收敛定理。

## 叙述
设{\displaystyle (S,\Sigma ,\mu )}为一个测度空间， {\displaystyle (f_{n})_{n\geq 0}}是一个实值的可测正值函数列。那么：
{\displaystyle \int _{S}\liminf _{n\to \infty }f_{n}\,d\mu \leq \liminf _{n\to \infty }\int _{S}f_{n}\,d\mu \,.}
其中的函数极限是在逐点收敛的意义上的极限，函数的取值和积分可以是无穷大。

## 证明
定理的证明基于单调收敛定理（非常容易证明）。设{\displaystyle f}为函数列{\displaystyle (f_{n})_{n\geq 0}} 的下极限。对每个正整数{\displaystyle k}，逐点定义下极限函数：
{\displaystyle g_{k}=\inf _{n\geq k}f_{n}.}
于是函数列{\displaystyle g_{1},g_{2},\ldots }单调递增并趋于{\displaystyle f} 。 
任意{\displaystyle k\leq n}，我们有{\displaystyle g_{k}\leq f_{n}}，因此 
{\displaystyle \int _{S}g_{k}\,d\mu \leq \int _{S}f_{n}\,d\mu ,}
于是
{\displaystyle \int _{S}g_{k}\,d\mu \leq \inf _{n\geq k}\int _{S}f_{n}\,d\mu .}
据此，由单调收敛定理以及下极限的定义，就有：
{\displaystyle \int _{S}\liminf _{n\to \infty }f_{n}\,d\mu =\lim _{k\to \infty }\int _{S}g_{k}\,d\mu \leq \lim _{k\to \infty }\inf _{n\geq k}\int _{S}f_{n}\,d\mu =\liminf _{n\to \infty }\int _{S}f_{n}\,d\mu \,.}

## 反向法图引理
令{\displaystyle (f_{n})}为测度空间{\displaystyle (S,\Sigma ,\mu )}中的一列可测函数，函数的值域为扩展实数（包括无穷大）。如果存在一个在 {\displaystyle S}上可积的正值函数{\displaystyle g}，使得对所有的{\displaystyle n}都有{\displaystyle f_{n}\leq g}，那么
{\displaystyle \int _{S}\limsup _{n\to \infty }f_{n}\,d\mu \geq \limsup _{n\to \infty }\int _{S}f_{n}\,d\mu .}
这里{\displaystyle g}只需弱可积，即{\displaystyle \textstyle \int _{S}g\,d\mu <\infty }。
证明：对函数列{\displaystyle (g-f_{n})}应用法图引理即可。

## 推广

### 推广到任意实值函数
法图引理不仅对取正值的函数列成立，在一定限制条件下，可以扩展到任意的实值函数。令{\displaystyle (f_{n})_{n\geq 0}}为测度空间{\displaystyle (S,\Sigma ,\mu )}中的一列可测函数，函数的值域为扩展实数（包括无穷大）。如果存在一个在{\displaystyle S}上可积的正值函数{\displaystyle g}，使得对所有的{\displaystyle n}都有{\displaystyle f_{n}\geq g}，那么
证明：对函数列{\displaystyle \scriptstyle (f_{n}-g)}应用法图引理即可。

### 逐点收敛
在以上的条件下，如果函数列在{\displaystyle S}上μ-几乎处处逐点收敛到一个函数{\displaystyle \scriptstyle f}，那么
{\displaystyle \int _{S}f\,d\mu \leq \liminf _{n\to \infty }\int _{S}f_{n}\,d\mu \,.}
证明：{\displaystyle \scriptstyle f}是函数列的极限，因此自然是下极限。此外，零测集上的差异对于积分值没有影响。

### 依测度收敛
如果函数列在{\displaystyle S}上依测度收敛到{\displaystyle f}，那么上面的命题仍然成立。
证明：存在{\displaystyle \scriptstyle (f_{n})}的一个子列使得
{\displaystyle \lim _{k\to \infty }\int _{S}f_{n_{k}}\,d\mu =\liminf _{n\to \infty }\int _{S}f_{n}\,d\mu \,.}
这个子列仍然依测度收敛到{\displaystyle \scriptstyle f}，于是又存在这个子列的一个子列在{\displaystyle S}上μ-几乎处处逐点收敛到{\displaystyle f}，于是命题成立。